# Грузинская федерация шашек
Грузинская федерация шашек — спортивная федерация Грузии. Входит в Европейскую конфедерацию шашек и Всемирную федерацию шашек. Президент Федерации С. Томашвили.
Игроки-мужчины с наилучшими результатами Джумбер Беришвили, Т. Речишвили, Тенгиз Барамидзе.
Игроки-женщины с наилучшими результатами Мадонна Чаламберидзе, Елена Татишвили.
адрес офиса Keldishvili, K. M. Costava str 68 380071 Tbilisi